# Nikolai Oliunin
Nikolai Oliunin (n. 23 octombrie 1991, Krasnoiarsk, RSFS Rusă, URSS) este un sportiv ce a reprezentat Rusia, medaliat olimpic. A participat la o ediție a Jocurilor Olimpice (2014) în care a câștigat o medalie de argint.

## Participări
Lista de mai jos prezintă principalele competiții la care a participat Nikolai Oliunin de-a lungul carierei.
- snowboarding at the 2014 Winter Olympics – men's snowboard cross[*]